# Belle (voornaam)
Belle is een meisjesnaam. In het Frans betekent Belle mooi.

## Bekende naamdraagsters
- Belle Pérez, een Spaanse zangeres
- Belle van Zuylen, een Nederlandse schrijfster
- Belle Gunness, een Amerikaanse crimineel
- Belle Starr, een Amerikaanse outlaw

## Fictieve naamdraagsters
- Belle, personage uit Belle en het Beest
- Belle Black, een personage uit de Amerikaanse soapserie Days of our Lives